# هانس دونز
هانس دونز (بالنرويجية البوكمول: Hans Fleischer Dons)‏ هو ضابط وطيار نرويجي، ولد في 13 يونيو 1882، وتوفي في 28 أكتوبر 1940.